# Белица (област Пловдив)
Вижте пояснителната страница за други значения на Белица.
Белѝца е село в Южна България. То се намира в община Лъки, област Пловдив.

## География
Село Белица се намира в подножието на Кръстов връх, на десния бряг на река Белишка, между ридовете Градище и Крушевска планина. Отстои на 10 км. от град Лъки и е най- голямото село в общината. 

## История
Няма писмени данни как и кога е създадено селото. Най- ранното споменаване на името му е в Джелепкешанския регистър от 1576г., където фигурира с името "Белича".
Според местните фолклорни легенди, то носи името на девойката Белиша, която дава живота си по време на османската власт, за да съхрани чисти своята вяра, моминство и род. Населението на селото е българи мохамедани.
В миналото препитанието на местните хора са били земеделието и животновъдството.
В центъра на селото се намира Народно читалище Светлина, построено през 1998г. Читалището разполага с голям и просторен реновиран читалищен салон и библиотека към него.
Непосредствено до читалището се намира и Информационен туристически център, който упътва и подпомага туристите в избраната от тях посока.

## Културни и природни забележителности
В близост до селото се намира Ловна резиденция "Карамуш" към Държавно ловно стопанство  "Кормисош"- гр.Лъки. Резиденцията разполага с леглова база за настаняване и трофейна зала с най- впечатляващите екземпляри, добити на територията на стопанството. 
Природна забележителност (ПЗ) "Скален мост" се намира непосредствено преди влизане в селото, в м. Шапран дупка.
ПЗ "Гюмбуртията" е водопад, който се намира на около 2 км. след селото, посока ловната резиденция. Предлага невероятни гледки, особено през есента, когато гората е пъстро обагрена в красиви жълти и червени цветове. По стените на водопада може да се види Родопски силивряк или т.н. Орфеево цвете (Haberlea rhodopensis). Той е вечнозелено многогодишно растение. Това растение е балкански ендемит, защитен реликтен вид. Родопският силивряк е включен в Червената книга на България като защитен вид и е строго забранено събирането и изкореняването му. Растението цъфти в нежни лилави цветове в началото на пролетта- от края на м.Април до началото на м.Май, в зависимост от атмосферните условия.
Местността "Кръстова гора" се намира на около 18 км. от селото и е интересен културен обект. Манастирския комплекс се състои от църква "Покров на пресвета Богородица" и комплекс от 12 параклиси, разположени от двете страни на стълбите, които водят до едноименния кръст.
Местността "Караджов камък" може да бъде посетена по горски път, който е подходящ за високо проходими автомобили. Самият камък представлява впечатляващ скален феномен от тракийско време. За всички, които се осмелят да се качат по почти отвесните стълби се откриват невероятни панорамни гледки. За целта си вземете подходящи и удобни обувки, също и връхна дреха :)
В селото има изградени 2 екопътеки- "с.Белица- Пещерата" и "с.Белица- Кръстова гора". И по двете са поставени информационни и указателни табели. 
Първата се намира в началото на селото и е много подходяща за семейства с малки деца (лек терен). Има изградени три различни беседки за почивка и отмора, като от последната (най- отгоре) се вижда почти цялото село. Продължавайки покрай бистрата Белишка река се стига до къщичката на баба Яга, на Снежанка и седемте джуджета ( с керамични фигури), а малко след това и до интересната пещера. До пещерата се стига по издълбани в скалата стъпала, обезопасени със стоманено въже.
Втората екопътека до Кръстова гора е по- дълга ( около 12 км.) и е подходяща за по- напреднали с преходите хора. По нея има изградени над 10 различни беседки, пейки и места за почивка и отмора. От по- високата част се откриват невероятни панорамни гледки. Над селото, като част от пътеката е поставен монумент, символ на родопчанина (Гайдар), който е изцяло изработен от дърво и с човешки ръст.
В селото има една единствена къща за гости, която разполага с леглова база от 17 места. До къщата има изградена чудесна детска площадка, която разполага с люлка, пързалка и батут, радост за всички деца. Има също BBQ с прекрасна въртяща се беседка, голяма камина за родопско чеверме, механа за гостите и панорамна тераса за сутрешното кафе :) Има прекрасна цветна градина, а за разкош в реката- бели лебеди и патици.
По стара традиция селото отбелязва своя празник (събор) през първата събота на месец Август. Заповядайте.